# Tre individui tanto odio
Tre individui tanto odio (No Exit) è un film del 1962 diretto da Tad Danielewski e non accreditato da Orson Welles.

## Trama
Un uomo e due donne - Joseph, Inez ed Estelle - si ritrovano rinchiusi in quella che sembra essere una stanza di un albergo senza finestre.
Ben presto si rendono conto di trovarsi nell'inferno e nell'attesa della tortura iniziano a parlare della loro vita prima di entrare nella stanza salvo poi capire che questo dialogo che mette a nudo le loro personalità e l'impossibilità di uscire è la vera tortura.